# Jagdish Rudraya Hiremath
Jagdish Rudraya Hiremath fue un diplomático, indio.
- Jagdish Rudraya Hiremath fue hijo de D.B.R.S. Hiremath.
- En 1954 entró al Indian Foreing Service.
- De 1956 a 1967 fue subsecretario en el Ministerio de Asuntos Exteriores (India), primer secretario de misión ante la Sede de la Organización de las Naciones Unidas y primer secretario de Alta Comisión en Nairobi.
- En 1966 fue Encargado de negocios en Mogadiscio.
- En 1968 fue Encargado de negocios en Manila.
- De 1967 a 1971 fue director alternativo del Banco Asiático de Desarrollo.
- En 1971 fue director en el  Ministerio de Asuntos Exteriores (India).
- De 1972 al 23 de mayo de 1975 fue secretario de enlace de economía en el ministerio de hacienda.
- Del 23 de mayo de 1975 a 1977 fue embajador en Sofía.
- De 1977 a 1980 fue representativo y antes embajador en Timbu.
- 1980 fue secretario adunto en el Ministerio de Asuntos Exteriores (India)
- De 1983 al 08 de agosto de 1985 fue embajador en Belgrado,
- Del 08 de agosto de 1985 a 1988 fue embajador en Viena[1]